# Órion (mitologia)
Órion ou Orionte (em grego:  Ὠρίων, transl.: Óríōn), na mitologia grega, foi um gigante caçador, um dos melhores a serviço de Artemísia. Ele foi colocado por Zeus entre as estrelas na forma da constelação de Orion.

## Origem das Plêiades e de Órion (Astronomia)
Quando Pleione estava atravessando a Beócia com as Plêiades, suas filhas com Atlas, Orion tentou atacá-las. Pleione escapou, mas Órion a procurou por sete anos, sem encontrá-la. Zeus, então, apontou um caminho nas estrelas para elas, o que passou a ser chamado por alguns astrônomos da cauda do Touro. Assim, até hoje Orion parece estar seguindo as Plêiades conforme elas se movem para o oeste.

## Família
Órion era filho da titã Gaia, e de  Poseidon, sendo assim tinha grandes habilidades para a caça e um vasto conhecimento, porém era um gigante pequeno. Ele era o gigante opositor aos gêmeos arqueiros, Artemisa e Apolo, mas se desviou de sua função tornando-se amigo dos deuses e o fiel e mais valoroso caçador de Ártemis. Após ser morto por um escorpião foi colocado como constelação no céu, a conhecida constelação de Orion que fica perto da constelação do seu amigo Sirius conhecida como a estrela Sirius.
Em outra versão é dito que Órion é legado de Apolo, ou seja, filho (ou neto e afins, não se sabe ou certo) de um filho do deus do sol e da beleza, sendo esse um dos motivos por ter gerado ciúme no deus, por ser dotado de sua maestria com o arco e flecha e uma beleza que cativara a deusa da caça e da lua, Ártemis.
Hélio =
Diz a lenda que Órion era um gigante caçador, amava Ártemis, com quem quase se casou. O irmão de Ártemis, Apolo, por sua vez, se aborrecia com tal aproximação entre os dois, pois sua irmã jurara ser virgem para sempre. Então alertara a Ártemis.
Impecável em sua pontaria ela atingiu em cheio seu amado, que fugia de um escorpião que Gaia havia enviado para matá-lo. O corpo, já moribundo, de Órion foi conduzido a Poseídon. Percebendo o engano que havia cometido, Ártemis, em meio às lágrimas, pediu para Zeus colocar Órion e o escorpião entre as estrelas: o gigante trajado com um cinto, uma pele de leão, armado de uma espada e de sua clava, acompanhado por Sírius, seu cão, fugindo de seu inimigo escorpião.(Sírius ou Sírio é a estrela mais brilhante do céu e encontra-se na constelação Cão Maior, perto da constelação de Órion ou Orionte).
Outra versão é a de que Órion tentou violentar a deusa Ártemis. A fim de castigá-lo, Ártemis mandou um escorpião gigantesco morder-lhe o calcanhar, matando-o. Pelo serviço prestado à deusa, o escorpião foi transformado em constelação, simbolizando a raiva de Ártemis por ter sido ameaçada de estupro ou, segundo algumas versões, por ter tido sua oferta afetiva e sexual rejeitada.
Ainda há outra versão em que Órion era apenas um caçador, descendente dos deuses, mas ainda sim um homem normal. Nessa versão, ele se apaixona por Ártemis, que corresponde ao amor, mas Apolo enciumado põe um escorpião gigante para perseguir e matar o rapaz. Na praia com sua irmã, ele a desafia a acertar um ponto negro no oceano dizendo que ela não é tão boa quanto ele. Ártemis, orgulhosamente, diz que ser até melhor e retesando seu arco e flecha prepara o tiro, que acerta o alvo. A maré se tinge de vermelho e o corpo moribundo de Órion foi trazido para a arrebentação, onde a deusa o tomou nos braços chorando copiosamente e lhe pedindo perdão. Foi então que rogou a seu pai, Zeus, que elevasse Órion às estrelas (algumas versões, ela mesma o transforma em constelação) tornando o rapaz na constelação de Órion. Jurou a ele seu amor e que dali em diante jamais se apaixonaria outra vez, dando as costas à companhia masculina (no sentido de amor). Também foi deste dia em diante que sua aversão ao homem nasceu, movida pelo seu ódio por Apolo, pois mostrou que o homem pode ser um grande enganador, mentiroso, principalmente isso.
Em outra versão, Apolo em um acesso de ciúmes com a aproximação dos dois, levou no caçador à loucura despertando nele uma extrema sede de sangue, até que ele foi morto por um escorpião gigante. Triste, Ártemis transformou seu adorado caçador em constelação, para honrar sua memória.